# 大伴糠手子
大伴 糠手子（おおとも の ぬかてこ／あらてこ）は、飛鳥時代の豪族。名は糠手、奴加之古とも記される。大連・大伴金村の子。

## 経歴
敏達天皇12年（583年）任那再興のために百済から招いた日羅が吉備児島屯倉に到着すると、糠手子は朝廷から遣わされて慰労を行う。また、阿斗桑市に居館を構えた日羅のもとに阿倍目・物部贄子と共に派遣されて、国政について訪ねた。
その後、日羅は同行していた百済人に殺害されてしまったため、敏達天皇は物部贄子と糠手子に対して、日羅を小郡の西の辺の丘の前に埋葬し、その妻子と水手らは石川（現在の大阪府南東部の石川流域一帯）居住させるよう詔した。ここで糠手子は一ヶ所にまとめて住まわせると変事が発生する恐れがある旨を建議する。そこで、妻子は石川百済村に、水手らは石川大伴村にそれぞれ置かれ、日羅を殺した徳爾らは捕らえられて百済阿田村に置かれることになった。

## 系譜
- 父：大伴金村[2]
- 母：不詳
- 生母不詳の子女
  - 女子：大伴小手子[3] - 崇峻天皇妃